# Libération-Sud
Pour les articles homonymes, voir Libération.
Ne doit pas être confondu avec Libération-Nord.
Libération ou Libération-Sud est un mouvement de Résistance de la période 1940-1944 créé dans la zone libre (zone sud). C'est l'un des huit mouvements de résistance qui constituent le Conseil national de la Résistance (CNR).
Le journal du mouvement portait le même nom : Libération.

## Historique
Dans un café à Clermont-Ferrand, vers octobre-novembre 1940, Emmanuel d'Astier de La Vigerie avec un petit groupe de personnes fonde ce qui va s'appeler d'abord « la Dernière colonne », puis « Libération » de zone sud (ou Libération-Sud), un des trois mouvements de la Résistance non communiste de zone sud. Jean Cavaillès, le philosophe, Georges Zérapha, fondateur de la LICRA, qui s'était fortement engagé dans les années 1930 contre les antisémites et Lucie Bernard, qui ne s’appelle pas encore Lucie Aubrac, ces quatre personnages vont penser une action de résistance, et c'est le début de l'engagement militant.
Autour de ce noyau, auquel se joint rapidement Jean Rochon, journaliste à La Montagne, viennent s'agréger d'autres hommes et d'autre femmes provenant de milieux divers, marqués notamment par un engagement antérieur dans la construction du Front populaire ou dans le mouvement syndical. Les contacts d'Emmanuel d'Astier avec le socialiste Daniel Mayer et avec le syndicaliste Léon Jouhaux sont à l'origine du recrutement initial. Un des traits particuliers de Libération est le rassemblement dans un même mouvement de résistance de militants issus de la CGT tels Julien Forgues (à Toulouse), Marius Vivier-Merle (à Lyon), Maurice Kriegel-Valrimont, Alfred Malleret-Joinville, de la CFTC comme Yvon Morandat, des intellectuels, des militants de gauche sans appartenance partisane, Raymond Aubrac,sauvé par lucie aubrac par 3 fois Pascal Copeau, Serge Ravanel, ou des membres d'un des deux grands partis du Front populaire, la SFIO, comme Pierre Viénot ou André Philip. À partir de 1942, de nombreux communistes entrent dans le mouvement Libération, tels Pierre Hervé, Victor Leduc, Jean-Pierre Vernant, au point de faire suspecter un « noyautage » de celui-ci par le PCF, ce que démentent les historiens,. 
Le nom « Libération » aurait été tiré au sort et donné au mouvement à ses débuts par Emmanuel d'Astier et Albert Kohan. Selon l'historien Laurent Douzou, le nom du mouvement est trouvé par Jean Cavaillès. Il émerge réellement au printemps 1941 avec la conception du journal éponyme.
En effet, l'activité première du mouvement Libération, est l'édition et la diffusion d'un journal, Libération, auquel le mouvement donnait son nom. En retour, le journal est la colonne vertébrale à partir de laquelle s'organise l'activité du mouvement.
L'organisation se structure en 7 régions qui couvrent l'ensemble de la zone sud. Parmi elles, deux sont particulièrement fortes : la région 3, autour de Lyon, nœud central du mouvement, et la région 6, autour de Toulouse. À la « propagande-diffusion » du journal s'agrège progressivement d'autres secteurs d'activité : le service des faux-papiers, le service social et le service de « l'action politique », dont le responsable est en fait le numéro 2 du mouvement. Ce fut d'abord Jacques Brunschwig-Bordier puis Pascal Copeau.
En 1942, Raymond Aubrac demande à Maurice Kriegel-Valrimont d'organiser la branche militaire du mouvement.
Très tôt des contacts sont engagés entre le mouvement, émanation de la Résistance intérieure et Londres, où le général de Gaulle fait vivre la France libre. En mai 1942, Emmanuel d'Astier, le chef charismatique du mouvement fait le voyage de Londres et y rencontre de Gaulle. Quand celui-ci, en novembre 1943, crée le Comité français de Libération nationale (CFLN), c'est d'Astier qu'il choisit comme commissaire à l'Intérieur. Cette nomination vaut au mouvement Libération une reconnaissance incontestable. Pascal Copeau siège au Conseil national de la Résistance.
En avril 1943, Libération-Sud se groupe avec les autres Mouvement de Résistance en zone Sud, Combat et Franc-Tireur, pour former les Mouvements unis de la Résistance (MUR).
Au titre de la Résistance intérieure, le mouvement désigne en 1943 quatre délégués à l'Assemblée consultative provisoire siégeant à Alger, puis six délégués en novembre 1944 lorsqu'elle est formée à Paris.

## Le journalLibération
En juillet 1941, Raymond Aubrac et Emmanuel d'Astier de la Vigerie lancent Libération, le journal clandestin du mouvement. L'aventure éditoriale commence par un tirage à 10 000 exemplaires pour le premier numéro. En atteignant des pointes de 200 000 exemplaires tirés, il va devenir le second journal clandestin le plus diffusé de zone sud après Combat. De 1942 à avril 1944, date de son arrestation le rédacteur en chef en fut le journaliste-écrivain Louis Martin-Chauffier.
À la libération de la France, en août 1944, le journal reparaît au grand jour, dirigé par d'Astier. Dès le 21 août il devenait quotidien. Il paraît jusqu'en 1964.
Son titre, sera ultérieurement repris par Jean-Paul Sartre et Serge July pour la création de leur journal.

## Quelques membres du mouvement
- Emmanuel d'Astier de la Vigerie
- Jean-Annet d'Astier de La Vigerie
- Lucie Aubrac
- Raymond Aubrac
- Anne-Marie Bauer
- Robert Bine[11]
- Jacques Brunschwig-Bordier
- Jacques Chapou
- Clémence-Annick Burgard
- Georges Canguilhem
- Jean Cavaillès
- Pascal Copeau
- Édouard Valéry
- Édouard Corniglion-Molinier
- Maurice Cuvillon[12],[13]
- Michel Dumesnil de Gramont
- Jean Dutourd
- Julien Forgues[14]
- Jean Gagnant
- Annie Hervé
- Pierre Hervé
- Robert Jallet
- Pierre Kaan
- Robert Kahn
- Pierre Kahn-Farelle
- Albert Kohan
- Maurice Kriegel-Valrimont
- Victor Leduc
- Ségolène Malleret
- Louis Martin-Chauffier
- Gilbert May
- Robert Monestier
- Yvon Morandat
- André Philip
- Marcel Poimbœuf
- Joseph Raphanaud
- Serge Ravanel
- Jacques Renard
- Jean Rochon
- Georges Sabo
- Pierre Stibbe
- Jean-Pierre Vernant
- Pierre Viénot
- Alban Vistel
- Georges Zérapha
- Marius Vivier-Merle[15]
- Jean Worms-Germinal
- Albert Fossey-François
- Roger Cerclier
- Maurice Rousselier
- Philippe Malrieu
- François Verdier
- Albert Curvale[16]
- Yvonne Lucienne Curvale[17]
- Abel Sarramiac
- Marguerite Gonnet[18]
- Henri Viltard